# معركة نهر فوجي
معركة نهر فوجي أو معركة فوجيكاوا (باليابانية: 富士川の戦い، بالروماجي: Fujikawa no tatakai) معركة حدثت عام 1180 في محافظة شيزوكا حالياً كجزء من حرب غينبيه بين قبيلة تايرا وقبيلة ميناموتو.

## الأحداث
في أغسطس 1180، أرسل ميناموتو نو يوريتومو زعيم قبيلة ميناموتو، من مقره في مدينة كاماكورا مستشاره هوجو توكيماسا [الإنجليزية] لإقناع زعماء قبيلة تاكيدا [الإنجليزية] وقبائل مقاطعتي كاي [الإنجليزية] وكوزوكي [الإنجليزية] بالإنضمام إلى يوريتومو الذي بدأ يتحرك من كاماكورا برفقة 300 محارب للقاء قبيلة تايرا المعسكرة قرب جبل فوجي، أثناء إستمرار يوريتومو بالتحرك إنضمت له القوات المتحالفة على طول الطريق حتى وصلوا إلى نهر فوجي حيث ساحة المعركة وكان تعدادهم حوالي 30000 مقاتل هاجموا معسكر تايرا في يوم 9 نوفمبر 1180، قوات تايرا كانت بتعداد حوالي 2000 فقط لعدم توقعهم الهجوم المفاجئ والتعداد الكبير هبطت معنويات جيش تايرا لهذا لم يحصل قتال كبير في هذه المعركة لأن جيش تايرا إنسحب بعد فترة قصيرة، وكان هذا إنتصار لقبيلة ميناموتو ومن معها من القبائل.